# Шаннара
Шанна́ра (англ. Shannara) — серия фантастических романов Терри Брукса в жанрах эпического фэнтези и технофэнтези. Включает в себя пять циклов, поделённых на четырнадцать романов в общей сложности. Серия также имеет связи с другим циклом Брукса — «Слово и Пустота».
Название происходит от названия эльфийского королевского рода, из которого происходят все главные герои книг, и его основателя Джерла (или Ярла) Шаннары (англ. Jerle Shannara). Каждый цикл рассказывает о похождениях нового поколения рода Шаннары.
Серия имела большой успех в США, её первый роман, «Меч Шаннары», стал первой сказочно-фантастической книгой, попавшей в список бестселлеров The New York Times. С выходом первой трилогии Брукса многие связывают современный бум фэнтези.
Иллюстрации к серии сделаны Дарреллом Свитом, Китом Паркинсоном и братьями Хильдебрантами. В январе 2016 года состоялась премьера сериала «Хроники Шаннары», основанного на книгах цикла. Первый сезон посвящён событиям романа «Эльфийские камни Шаннары».

### Рождение Шаннары
Трилогия «Рождение Шаннары» (англ. Genesis of Shannara) объединяет циклы «Слово и Пустота» и «Шаннара», показывая переход от нашего пост-апокалиптического будущего к эльфийскому миру в грядущем.
Слово и Пустота (история Нэст и появления странствующего морфа)
- Бегущая с демоном (англ. Running with the Demon, 1997)
- Рыцарь Слова (англ. A Knight of the Word, 1998)
- Пламенеющий Ангел (англ. Angel Fire East, 1999)

Рождение Шаннары
- Дети Армагеддона (англ. Armageddon's Children, 2006, русский перевод — 2007)
- The Elves of Cintra (2007, в России не издавалась)
- The Gypsy Morph (2008, в России не издавалась)

### Легенды Шаннары
- Служители темных сил (англ. Bearers of the Black Staff, 2010)
- The Measure of the Magic (2011, в России не издавалась)

### Первый король Шаннары
- Первый король Шаннары (англ. First King of Shannara, 1996) — приквел к серии, рассказывающий о борьбе прародителя рода, Джерла (или Ярла) Шаннары, с чародеем Броной, и появлении волшебного Меча Шаннары.

### Паладины Шаннары
Рассказы, дополняющие «Оригинальную трилогию Шаннары».
- Allanon's Quest (2012, сетевая публикация) — последний друид Алланон пытается найти последнего наследника Джерла Шаннары.
- The Black Irix (2013, сетевая публикация) — Ши Омсфорд и его брат Флик отправляются на поиски Черного Ирикса — утерянной награды, принадлежавшей их погибшему другу.
- The Weapon Master’s Choice (2013, сетевая публикация) — красивая и таинственная Лириана просит Мастера Боя Гарета Джакса помочь освободить ее людей от власти чародея по имени Кронсвифф.

### Оригинальная трилогия Шаннары
- Меч Шаннары (англ. The Sword of Shannara, 1977) — первое крупное произведение Брукса и первая изданная книга серии. Книга рассказывает о Ши Омсфорде, последнем потомке рода, и поисках Меча Шаннары, раскрывающего истину. Роман является подражанием трилогии Дж. Р. Р. Толкина «Властелин Колец»[1].
- Эльфийские камни Шаннары (англ. The Elfstones of Shannara, 1982) — рассказывает о внуке Ши, Виле Омсфорде, и нашествии демонов из другого мира.
- Песнь Шаннары (англ. the Wishsong of Shannara, 1985) рассказывает о детях Вила и поисках чёрной книги Идальч.

### Неукротимый
- Неукротимый (англ. Indomitable, 2003) — рассказ, дополняющий события оригинальной трилогии Шаннары. Действие происходит через 2 года после событий «Песни Шаннары». Главным героем является Джайр Омсфорд, который должен дойти до предела в своей одержимости прошлым и использовании магии, хотя сестра и предостерегала его против этого. Тем не менее, Джайр отправляется выполнить опасную миссию — уничтожить единственный сохранившийся лист из книги тёмной магии Идальч, находящийся под усиленной охраной в крепости мвеллретов Дан-Фи-Аран. В этом путешествии Джайр открывает новые возможности своей магии, превратившись с помощью песни желаний в непревзойденного бойца Гарета Джакса.

### Темное привидение Шаннары
- Темное привидение Шаннары (англ. Dark Wraith of Shannara, 2008) — графическая новелла, повествующая о приключениях Джайра Омсфорда, гнома Слантера, Кимбер Бо и старика Коглина вскоре после уничтожения последней страницы книги Идальч в рассказе «Неукротимый».

### Наследие Шаннары
Наследие Шаннары (англ. The Heritage of Shannara Tetralogy) — тетралогия, рассказывающая о приключениях потомков Омсфордов через много столетий, когда магия оказалась почти забыта в Четырёх Землях:
- Потомки Шаннары (англ. The Scions of Shannara, 1990)
- Друид Шаннары (англ. The Druid of Shannara, 1991)
- Королева эльфов Шаннары (англ. The Elf Queen of Shannara, 1992)
- Талисманы Шаннары (англ. The Talismans of Shannara, 1993)

### Путешествие «Ярла Шаннары»
Трилогия «Путешествие „Ярла Шаннары“» (англ. The Voyage of the «Jerle Shannara» Trilogy) рассказывает о полёте ведьмы Ильзе на волшебном корабле «Ярл Шаннара».
- Ведьма Ильзе (англ. Ilse Witch, 2000)
- Чума (англ. Antrax, 2001, в России издана как «Исчадие света»)
- Моргавр[4] (англ. Morgawr, 2002, в России издана как «Крылья тьмы»).

### Высший друид Шаннары
Трилогия «Высший друид Шаннары» (англ. The High Druid of Shannara) включает в себя романы «Jarka Ruus», «Tanequil» и «Straken», в которых внимание читателя сосредотачивается на исчезновении Высшего друида Грайанн Омсфорд (в юности Ведьма Ильзе из трилогии "Путешествие «Ярла Шаннары»). Время действия трилогии — 20 лет спустя после событий «Путешествия „Ярла Шаннары“».
- Jarka Ruus (2003, в России не издавалась)
- Tanequil (2004, в России не издавалась)
- Straken (2005, в России не издавалась)

### Темное наследие Шаннары
Трилогия «Темное наследие Шаннары» (англ. Dark Legacy of Shannara).
- Wards of Faerie (август 2012, в России не издавалась) — первый роман серии, действие которого происходит спустя столетие после событий в романе «Straken». В книге рассказывается о попытке Хайбер Элессдил, Ард Риса из крепости друидов Паранор отыскать потерянные эльфийские камни и вернуть тем самым доверие к магическим силам после неудачного третьего совета друидов. В романе приведены подробные карты Четырех Земель, а также карты внутренних локаций Паранора.
- Bloodfire Quest (2013, в России не издавалась)
- Witch Wraith (2013, в России не издавалась)

### Защитники Шаннары
Трилогия «Защитники Шаннары» (англ. The Defenders of Shannara). 
- The High Druid's Blade  (2014, в России не издавалась)
- The Darkling Child (2015, в России не издавалась)
- The Sorcerer's Daughter (2016, в России не издавалась)

### Падение Шаннары
- Черный камень эльфов (англ. The Black Elfstone, 2017, русский перевод — 2019)
- The Skaar Invasion (2018, в России не издавалась)
- The Stiehl Assassin (2019, в России не издавалась)
- The Last Druid (2020, в России не издавалась)

## Описание мира Шаннары

### История мира
В конце XXI века по всей Земле прошла волна войн. Причинами войн были политические, территориальные, национальные и религиозные разногласия. Этот конфликт получил название Великие Войны (англ. The Great Wars).
Из-за химического и биологического оружия, часть людей подверглась мутации, часть погибла. Спокойная и мирная жизнь была уничтожена. Но на этом войны не закончились. Около двадцати лет люди проживали в разрушенном мире.
Когда прошла последняя атомная бомбардировка, ландшафт Земли резко изменился и была окончательно уничтожена цивилизация (правда, часть людей и мутантов скрылась в безопасном месте).
Некоторые люди смогли пережить бомбардировку: одни скрылись под землю, другие смогли защитить себя с помощью магии, третьим просто повезло.

### Четыре Земли
Четыре Земли (англ. The Four Lands) — мир, континент, на котором происходит действие серии «Шаннара». Земли разделены, соответственно, на Северную (англ. The Northland), населённую троллями, Западную (англ. The Westland), где живут эльфы, Южную (англ. The Southland), вотчину людей, и Восточную (англ. The Eastland), населённую дворфами (в некоторых переводах на русский язык — гномами) и их извечными врагами гномами (в других переводах — карликами). В центре карты находится башня Паранор, обитель друидов, мудрецов и волшебников.
Мир Четырёх Земель — это Северная Америка, которая в далёком прошлом пережила разрушительную катастрофу, сродни ядерной войне. Современные расы троллей, дворфов и гномов образовались под воздействием радиации и сложных условий жизни из обычных людей. Эльфы, в отличие от них, существовали всегда и после войны лишь скрылись от обезумевших, с их точки зрения, людей.

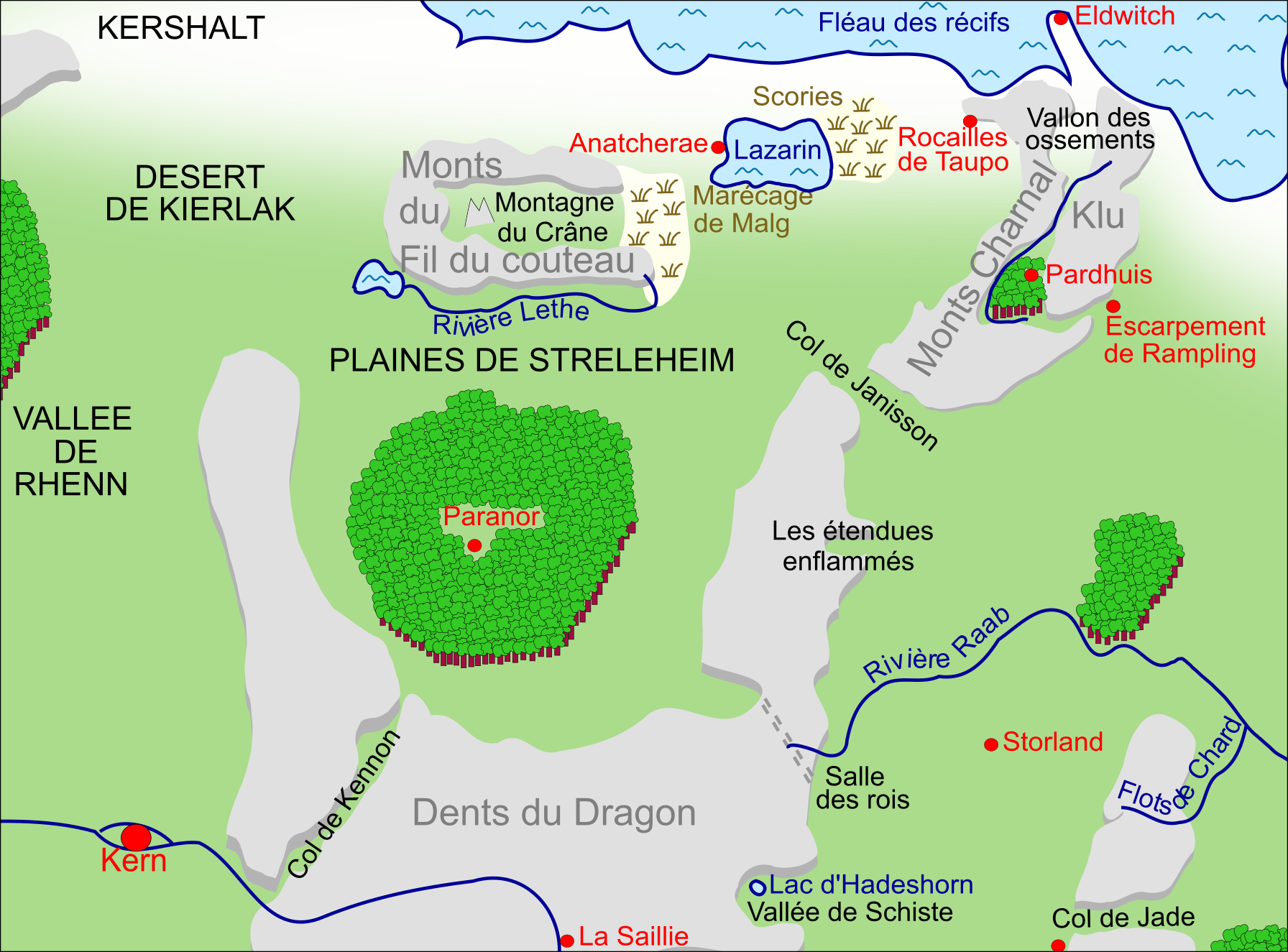
Northland
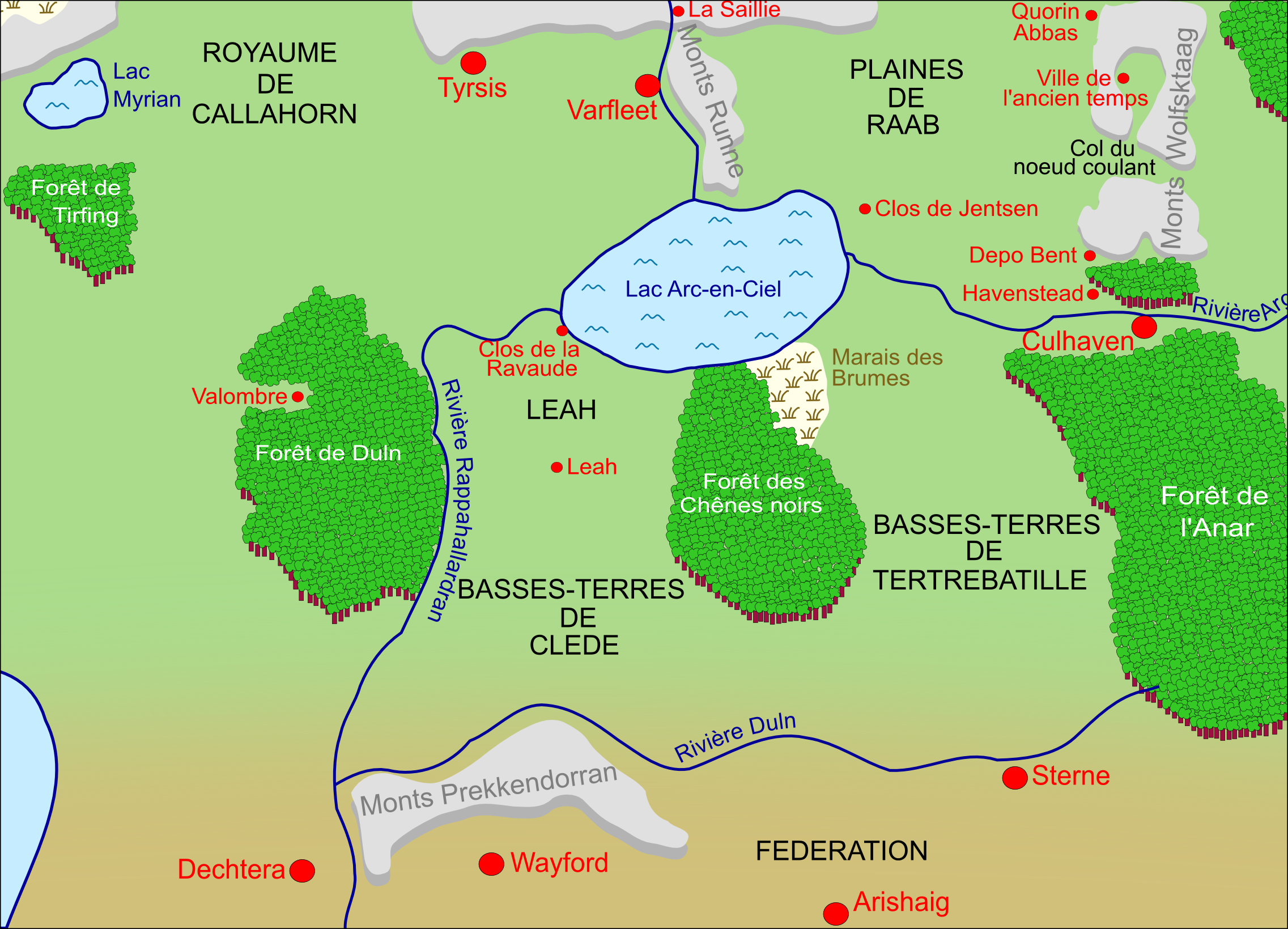
Southland
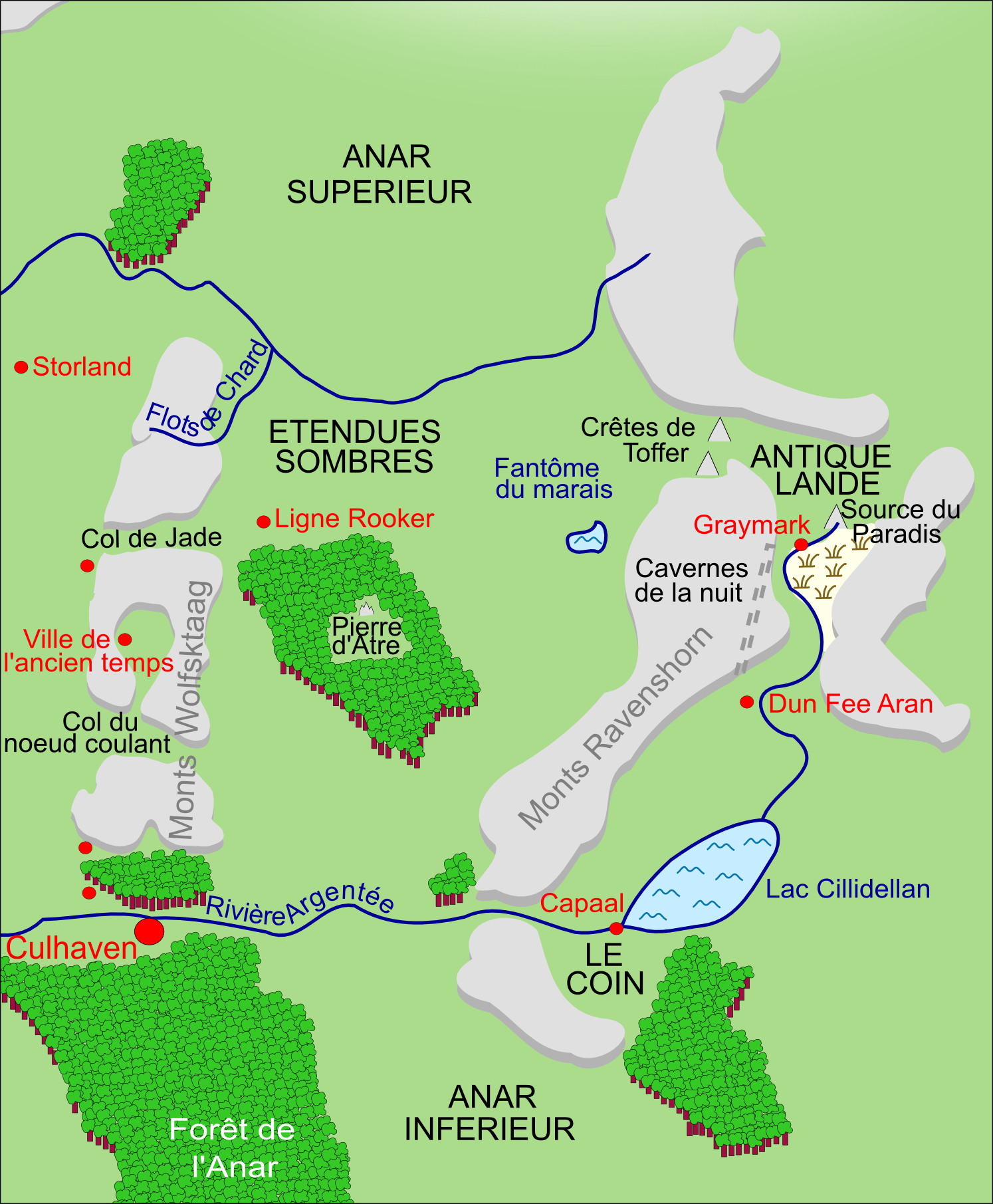
Eastland
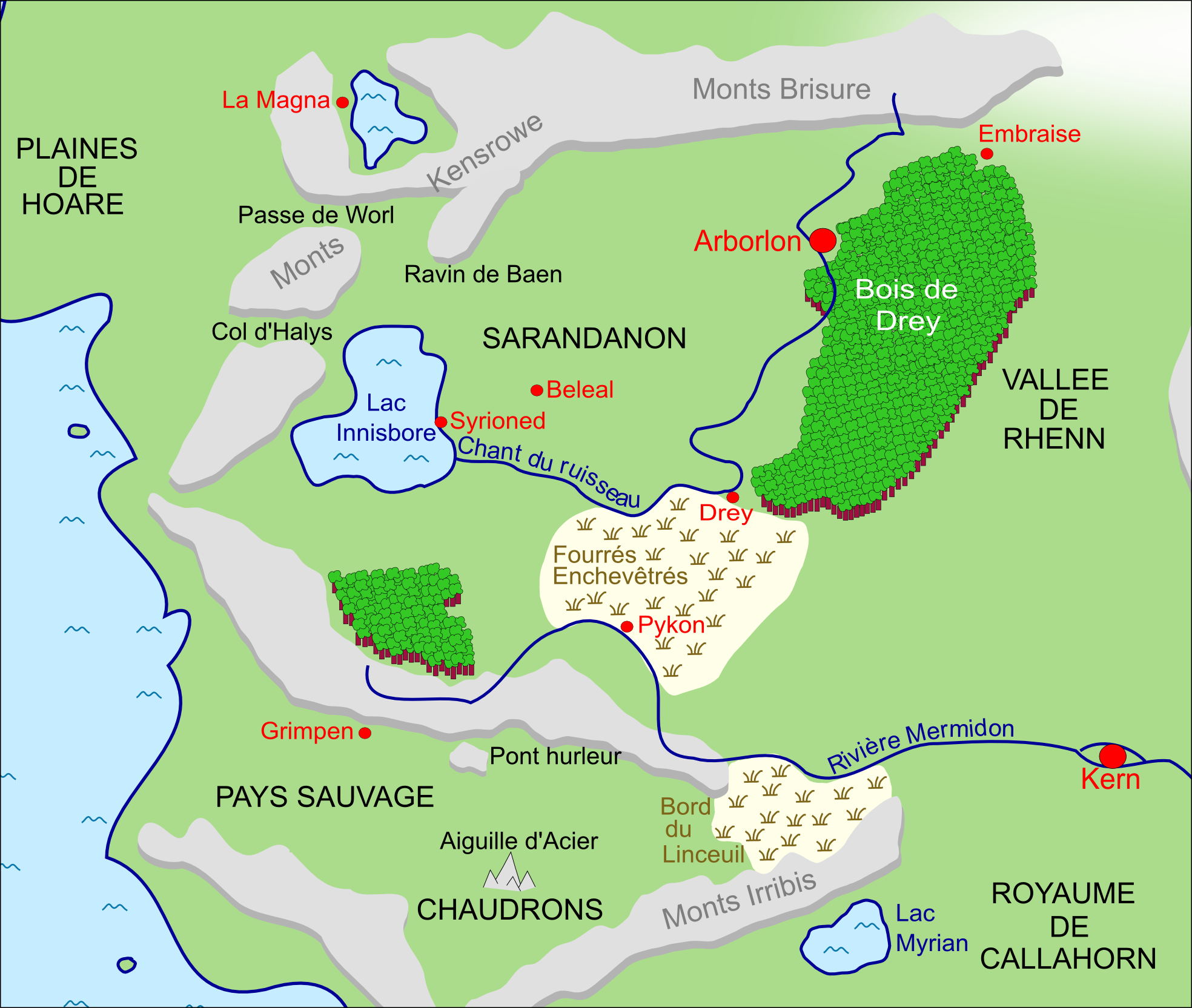
Westland

### Население

#### Люди
Люди (англ. Men) — потомки людей, которые пережили Великие Войны и не подверглись мутации. В основном живут в Южной Земле, но также известны охотники, живущие на Востоке, и скитальцы (англ. Rovers), аналог цыган (возможно, что и потомки), кочующие по Западной Земле. Скитальцы описаны как народ странников и мореходов.
Люди были зачинщиками Первой Войны Рас (англ. the First Race War), в которой сражались против остальных народов.
Правительством Южной Земли является Коалиционный совет (The Coalition Council), стоящий во главе Федерации (англ. The Federation). Федераты проявляют необоснованную агрессию ко всем жителям нечеловеческой крови Четырех Земель. Так, они покорили почти весь народ дворфов и смогли изгнать эльфов из Западной Земли. Армия федератов долгое время считалась самой сильной. Для армии было характерно женское и мужское равноправие. Столица Федерации — город Аришаиг (англ. Arishaig).
До появления Федерации Юг был разбит на несколько королевств, где правила монархия, но с приходом федератов они были упразднены.

#### Дворфы
Дворфы — потомки мутантов Кротов, которые скрылись под землю от опасностей Великих Войн. Из-за жизни в подземных условиях, они стали коренастыми и низкорослыми. Населяют Восточную Землю.
В отличие от дворфов других фэнтезийных миров, дворфы Четырёх Земель не являются подземными жителями. Напротив, они испытывают панический страх перед подземельями, после того как выбрались оттуда наверх.
Дворфы — отличные охотники, следопыты и инженеры. Во времена диктатуры федератов народ дворфов попал в рабство и вынужден был работать в шахтах.
Формами правления дворфов были монархия и парламентская республика. Позже они были устранены Федерацией.
Столицей дворфов был город Кульхавен (англ. Culhaven).

#### Гномы
Гномы (англ. Gnomes) — народ, проживающий вместе с дворфами в Восточной Земле. Потомки мутантов Пауков, пострадавших от химии и радиации. Описаны, как низкорослые, желтокожие и горбатые человечки.
Извечные враги своих соседей дворфов. Агрессивно относятся и к другим расам. Гномы очень суеверные и дикие.
Сражались на стороне Чародея-Владыки во время Второй и Третьей Войн Рас.
Известно несколько типов гномов:
- Обычные гномы, проживающие на Востоке и Севере;
- Гномы-пауки (англ. Spider Gnomes) — дикари, не носящие одежду и передвигающиеся на четвереньках. Обитают около гор Вольфстааг (англ. Wolfstaag). Поклоняются жутким оборотням (англ. Werebeasts);
- Урды (англ. Urdas) — полу-гномы, полу-тролли, проживающие на Севере;
- Сторы (англ. Stors) — самые цивилизованные из гномов, раса целителей. В отличие от своих родичей, к другим расам относятся дружелюбно. Проживают в деревне Сторлок (англ. Storlock), которая находится в Восточной Земле.

Единого правительства у гномов нет. Они делятся на разные племена, во главе которого стоит вождь, или седт (англ. Sedt).

#### Тролли
Тролли (англ. Trolls) — жители Северной Земли. Потомки мутантов Ящериц, пострадавших от радиации. Обладают твёрдой серой кожей, напоминающей кору дерева, и большим ростом. Отличаются большой воинственностью. Во время Первой Войны Рас воевали на стороне Совета Друидов против людей-сепаратистов. Однако во время Второй и Третьей Войн сражались на стороне Чародея-Владыки.
Известно несколько типов троллей:
- Горные, или скальные, тролли (англ. Rock trolls) — самые крупные из троллей. Достигают в высоту 6-7 футов. Не имеют волос. Несмотря на рост и силу, самые дружелюбные из троллей по отношению к другим народам;
- Речные тролли (англ. River trolls) — заклятые враги горных троллей;
- Лесные тролли (англ. Forest trolls) — заклятые враги горных троллей;
- Мвеллреты (англ. Mwellrets) — живут в Восточной Земле. Похожи на огромных ящеров. Самые цивилизованные из троллей, но и самые коварные и агрессивные. Также известны как могучие колдуны. Большинство из них проживало в замке Грань Мрака (англ. Graymark), построенном рабами-гномами, который находился в горах Вороний Срез (англ. Ravenshorn). Тем не менее практически все мвеллреты вымерли, истребленные магией Мордов.

Форма правления троллей не известна. Командиров и вождей троллей называют матуренами (англ. Maturens).

#### Эльфы
Эльфы (англ. Elves) — народ Древнего мира, не имеющий к людям никакого отношения, хотя эльфы и люди могут скрещиваться. Тысячи лет эльфы скрывались от людей-«разрушителей» в лесах. И только после Великих Войн эльфы начали контактировать с людьми.
Населяют Западную Землю. Эльфы не являются ни бессмертными, ни великими магами. Всё это они утратили за долгое время. Эльфы Четырёх Земель являются лесными жителями, целителями, которые лечат землю от болезней.
Когда Федерация изгнала эльфов из Четырёх Земель, они жили на острове Морровинд (англ. Morrowindl), но позже вернулись обратно.
Главой эльфийского народа является король. Столица Западной Земли — город Арборлон (англ. Arborlon).
Эльфы делятся на два типа:
- Земные эльфы (англ. Land Elves) — эльфы, живущие в Арборлоне и его окрестностях;
- Небесные эльфы (англ. Sky Elves) — группа эльфов, проживающая во Взмахе Крыла (англ. Wing Hove) на берегу моря. В качестве домашних животных эти эльфы используют гигантских птиц роков (англ. Rocs).

Эльфы — единственный народ Древнего мира, не считая оборотней, который дожил до Великих Войн и смог пережить их.

#### Остальные существа
- Демоны (англ. Demons) — злобные существа, давние враги эльфов и других волшебных существ, населявшие мир во времена Фэйри, откуда они были изгнаны в параллельный мир Запрет (англ. The Forbidding), созданный эльфийскими магами. Барьер между измерениями поддерживается волшебным деревом Элькрис (англ. Ellcrys), также созданным эльфами. Пока Элькрис живёт (а живёт оно тысячелетия) — демоны заперты в другом измерении. Но если Элькрис умрёт (что случилось в книге «Эльфийские камни Шаннары») — Запрет больше не сможет сдерживать своих пленников. Следует отметить, что «демоны» — это не единая раса, а общее название для злых волшебных существ, таких как гарпии, фурии, огры, кобольды, гоблины, импы, драконы и другие. Самыми сильными из демонов являются Стракены (англ. Straken) — колдуны и убийцы. Самоназвание демонов Ярка Руус (англ. Jarka Ruus) — «изгнанный народ».
- Посланники Черепа (англ. Skull Bearers) — бывшие друиды, друзья и соратники колдуна Броны, Чародея-Владыки (англ. Warlock Lord). Выглядели как крылатые гуманоидные существа. Такой облик они обрели, будучи развращены тёмной магией. Телохранители, личная гвардия и генералы Броны. Вместе с ним они развязали Первую, Вторую и Третью Войны Рас. Точное количество Посланников не известно. Главной их слабостью была зависимость от жизни Чародея-Владыки: когда Брона был уничтожен Мечом Шаннары, погибли и Посланники Черепа, рассыпавшись в прах.
- Призраки Морды (англ. Mord Wraiths) — существа, заселившие Грань Мрака после гибели Броны. Подчиняются воле разумной книги Идальч (англ. Ildatch), хранимой в проклятом лесу Мельморд (англ. Maelmord), являются сильными колдунами. Уязвимы для волшебного пламени эльфийских камней. После уничтожения Идальч, Морды погибли.
- Оборотни (англ. Werebeasts)
- Мутены (англ. Mutens)
- Порождения Тьмы (англ. Shadowen) — выглядят как чёрные призрачные существа с ярко-красными светящимися глазами. Могут вселяться в тела животных и разумных существ: одержимые Порождениями сохраняют свою внешность, но становятся искусными убийцами. Описаны в книге «Друид Шаннары».
- Перевёртыши (англ. Shape-shifters)
- Джахир (англ. Jachyra) — опасный звероподобный демон с рыжей шерстью, отличающийся высокой живучестью. Эти существа живут в Анаре и, вероятно, подчиняются тёмной магии. Ядовиты. Появляются в книге "«Песнь Шаннары»", где один демон смертельно ранил друида Алланона и сгорел в его магическом пламени, а другой погиб в поединке с Гаретом Джаксом. То, что оба противника Джахира не пережили бой, говорит о том, что ни сила, ни магия не могут служить от него надёжной защитой.
- Фэйри (англ. Faerie)
- Баньши (англ. Banshees) — обитатели Чертога Королей, зачарованные призраки. Как и их мифологические прототипы, издают невыносимые вопли, доводящие до безумия.
- Аэриады (англ. Aeriads)
- Асфинкс (англ. Asphinx)— змееподобное существо, его ядовитый укус приводит к постепенному окаменению.